# Island Tower
La Island Tower (アイランドタワー スカイクラブ) est un gratte-ciel de logements construit de 2006 à 2008 à Fukuoka dans le sud du Japon. Il mesure 145 mètres de hauteur pour 42 étages et une surface de plancher de 60 831 m2.
Le bâtiment abrite 409 logements et a été conçu par la société Takenaka Corporation et par l'agence Tsukasa Architects.